# 查德·沃爾夫
查德·沃爾夫（英語：Chad F. Wolf，1976年—）是美國政治人物，曾任代理美國國土安全部長。
沃爾夫出生在德克薩斯州普萊諾。他畢業於東普萊諾高中，以網球獎學金進入科林学院。之後，他轉入南方卫理公会大学，獲得美國歷史學士學位。已婚並育有兩子。
沃爾夫曾擔任共和黨參議員菲爾·格萊姆、凯·贝利·哈奇森和查克·哈格尔的工作人員，為這些人工作了兩年半。從2002年到2005年，他在运输安全管理局工作並參與運輸安全管理局的設立，並於2005年成為主管運輸安全政策的助理署长。。自2017年起任職於美國國土安全部，2019年2月8日擔任代理美國國土安全部長；2021年1月11日，因不滿否定其任命的官司以及美國國會示威事件而宣佈辭職。